# Lukovek
Lukovek – wieś w Słowenii, w gminie Trebnje. W 2018 roku liczyła 109 mieszkańców.